# Ennery
|  | Per a altres significats, vegeu «Ennery (Mosel·la)». |

Ennery és un municipi francès al departament de la Val-d'Oise de la regió de l'Illa de França. Forma part del cantó de Pontoise, del districte de Pontoise i de la Comunitat de comunes Sausseron Impressionnistes. L'any 2007 tenia 2.137 habitants.

## Demografia

### Població
El 2007 la població de fet d'Ennery era de 2.137 persones. Hi havia 724 famílies, de les quals 148 eren unipersonals (48 homes vivint sols i 100 dones vivint soles), 204 parelles sense fills, 304 parelles amb fills i 68 famílies monoparentals amb fills.
La població ha evolucionat segons el següent gràfic:

### Habitatges
El 2007 hi havia 760 habitatges, 735 eren l'habitatge principal de la família, 5 eren segones residències i 20 estaven desocupats. 657 eren cases i 97 eren apartaments. Dels 735 habitatges principals, 591 estaven ocupats pels seus propietaris, 126 estaven llogats i ocupats pels llogaters i 18 estaven cedits a títol gratuït; 28 tenien una cambra, 35 en tenien dues, 73 en tenien tres, 224 en tenien quatre i 375 en tenien cinc o més. 618 habitatges disposaven pel capbaix d'una plaça de pàrquing. A 273 habitatges hi havia un automòbil i a 417 n'hi havia dos o més.

### Piràmide de població
La piràmide de població per edats i sexe el 2009 era:
| Homes | Edats   | Dones |
| ----- | ------- | ----- |
| 0     | 95 o +  | 20    |
| 28    | 90 a 94 | 44    |
| 12    | 85 a 89 | 56    |
| 20    | 80 a 84 | 24    |
| 24    | 75 a 79 | 16    |
| 28    | 70 a 74 | 40    |
| 52    | 65 a 69 | 32    |
| 44    | 60 a 64 | 48    |
| 36    | 55 a 59 | 36    |
| 64    | 50 a 54 | 88    |
| 112   | 45 a 49 | 96    |
| 80    | 40 a 44 | 92    |
| 84    | 35 a 39 | 76    |
| 44    | 30 a 34 | 32    |
| 52    | 25 a 29 | 56    |
| 48    | 20 a 24 | 68    |
| 76    | 15 a 19 | 96    |
| 68    | 10 a 14 | 88    |
| 44    | 5 a 9   | 52    |
| 28    | 0 a 4   | 36    |

## Economia
El 2007 la població en edat de treballar era de 1.341 persones, 1.015 eren actives i 326 eren inactives. De les 1.015 persones actives 976 estaven ocupades (498 homes i 478 dones) i 39 estaven aturades (22 homes i 17 dones). De les 326 persones inactives 115 estaven jubilades, 153 estaven estudiant i 58 estaven classificades com a «altres inactius».

### Ingressos
El 2009 a Ennery hi havia 748 unitats fiscals que integraven 2.014 persones, la mediana anual d'ingressos fiscals per persona era de 25.025 €.

### Activitats econòmiques
Dels 197 establiments que hi havia el 2007, 3 eren d'empreses extractives, 2 d'empreses alimentàries, 3 d'empreses de fabricació de material elèctric, 25 d'empreses de fabricació d'altres productes industrials, 35 d'empreses de construcció, 52 d'empreses de comerç i reparació d'automòbils, 10 d'empreses de transport, 4 d'empreses d'hostatgeria i restauració, 7 d'empreses d'informació i comunicació, 5 d'empreses financeres, 3 d'empreses immobiliàries, 34 d'empreses de serveis, 9 d'entitats de l'administració pública i 5 d'empreses classificades com a «altres activitats de serveis».
Dels 31 establiments de servei als particulars que hi havia el 2009, 6 eren tallers de reparació d'automòbils i de material agrícola, 1 taller d'inspecció tècnica de vehicles, 1 autoescola, 6 paletes, 1 guixaire pintor, 3 fusteries, 7 lampisteries, 3 electricistes, 1 empresa de construcció, 1 perruqueria i 1 restaurant.
Dels 3 establiments comercials que hi havia el 2009, 1 era una botiga de menys de 120 m², 1 una fleca i 1 una sabateria.
L'any 2000 a Ennery hi havia 13 explotacions agrícoles que ocupaven un total de 909 hectàrees.

## Equipaments sanitaris i escolars
El 2009 hi havia 1 farmàcia i 2 ambulàncies.
El 2009 hi havia 1 escola maternal i 1 escola elemental.

## Poblacions properes
El següent diagrama mostra les poblacions més properes.